# Максим Опалев
Максим Александрович Опалев  (рус. Макси́м Алекса́ндрович О́палев; Волгоград, СССР, 4. април 1979) је руски кануиста, олимпијски победник 2008, 11-оструки светски првак, вишестуки првак Европе и Русије.
Успешну спортску каријеру Максиму Опалеву најавили су резултати са Светског првенства за јуниоре 1995. у Јаманаси у Јапану када је са 16 година освојио две златне медаље, такмичећи се са две године старијим противницима. Победио је у трци кануа двоклека Ц-2 1000 м у пару са Константином Фомичевим и четвороклека Ц-4 500 метара. На следећем светском првенству за јуниоре у Лахтију у Финској 1997. побеђује у једноклеку Ц-1 1000 м.
На Светском првенству у кајаку и кануу на мирним водама, Опалев је освојио 20 медаља између 1997. и 2007, од чега је било једанаест златних (Ц-1 200 метара: 1999, 2002, 2003, Ц 1-500 м: 1998, 1999, 2001, 2002, 2006, Ц 1-1000 метара: 1999, Ц-4 200 м: 2002, 2005 ), шест сребрних (Ц-1 200 метара: 2001, 2005, 2007, Ц-1 500 метара: 2003, Ц 1-1000 метара: 2002, Ц-4 1000 м: 1997) и три бронзане (Ц-1 500 м: 2005, Ц-1 1000 метара: 2003, Ц 4.-200 м: 2001). Поред ових Опалев је освојио још две златне медаље на Светском првенству у 2003. у Гејнзвилу, САД у дисциплинама Ц-4 200 метара и Ц-4 500 метара, али су их одузели, јер члан четвороклека Сергеј Улегин није прошао допинг тест.
После Олимпијских игара 2008. у Пекингу, завршава спортску каријеру и постаје заменик председника спортског одбора Волгоградског региона и заменик председника Комисије спортиста ОКР.
Годину дана касније 2009. одлучује да се врати активном спорту и да учествује на Олимпијским играма у Лондону 2012. у новој дисциплини Ц-1 200 метара.